# PIMEC
PIMEC, Petita i Mitjana Empresa de Catalunya, és la patronal més representativa de les micro, petites i mitjanes empreses i autònoms de Catalunya. PIMEC representa totes les pimes i autònoms davant de les administracions, la resta d'agents socials i la societat en general, i contribueix activament al seu creixement i a la seva competitivitat.
Participa en més de 400 taules i comissions de treball amb les administracions públiques i altres agents socials més representatius, a més d'opinar de manera regular sobre iniciatives legislatives i polítiques públiques i fer propostes per defensar i representar els interessos de les pimes i autònoms. Aquesta tasca es desenvolupa tant a Catalunya en tots els nivells (local, comarcal i autonòmic), com al conjunt de l'Estat i a Europa.

## Història
Els orígens de PIMEC es remunten a l'any 1975, quan ens va constituir a les portes de la transició democràtica, com a resposta a les noves situacions generades pels canvis polítics i socials amb un mateix objectiu: defensar els interessos de les pimes catalanes. El 1994 es produeix la fusió amb l'Associació Empresarial Independent (AEI). Al 1997 Pimec-Sefes neix amb la fusió de Pimec i Sefes, que uneixen els seus esforços per crear una Confederació patronal única, forta i representativa.
L'any 2003, Pimec-Sefes va adoptar definitivament el nom de PIMEC sota el mandat de Josep González i Sala, que ostenta el càrrec de president de PIMEC des de l'any 1990. El 2019 s'arriba a un acord de representativitat amb Foment del Treball Nacional. Segons aquest acord, Foment començaria per ocupar un 58% de la representativitat i PIMEC un 42% fins a acostar-se a la paritat de manera progressiva al llarg dels cinc pròxims anys. El 2023 van fitxar Ferran Bel com a representant a Madrid, ja que és el lloc on es decideix el 90% del marc regulatori de les pimes.

## Territoris
PIMEC és una organització empresarial d'àmbit català. Disposa d'una xarxa d'una vintena de seus, delegacions i oficines repartides per tot Catalunya, i una a Brussel·les. Cadascuna de les seus i delegacions disposa d'una Comissió Executiva com a òrgan de govern que aplega empresaris representatius del territori en qüestió.
PIMEC està afiliada a la patronal espanyola CONPYMES i també de forma directa a l'europea Unió Europea d'Artesania i Petita i Mitjana Empresa (SMEunited), de la qual foren membres fundadors i n'ocupen una vicepresidència.